# Branchiobdella hexadonta
Branchiobdella hexadonta är en ringmaskart. Branchiobdella hexadonta ingår i släktet Branchiobdella och familjen kräftmaskar. Inga underarter finns listade i Catalogue of Life.